# Browningieae
Le Browningieae sono una tribù della famiglia delle Cactaceae, appartenente alla sottofamiglia delle Cactoideae.

## Descrizione
Le Browningieae si presentano come grandi piante colonnari, normalmente molto spinose, dalle areole anch'esse spinose e spesso con setole. I fiori nascono nelle parti laterali della pianta, piuttosto larghi e in maggioranza notturni. I frutti, normalmente piccoli, sono carnosi.

## Distribuzione
Queste piante sono originarie dell'America meridionale: prediligono infatti i climi dell'area andina del Cile, della Bolivia e del Perù. Sono inoltre presenti sulle Isole Galapagos.

## Tassonomia
La tribù delle Browningieae comprende i seguenti generi:
- Armatocereus
- Browningia
- Jasminocereus
- Neoraimondia
- Stetsonia